# Oborná
Oborná (do 1947 Špilendorf; německy Spillendorf) je obec ležící v okrese Bruntál. Má 452 obyvatel a její katastrální území má rozlohu 533 ha.

## Název
Nejstarší zaznamenaná podoba jména (z roku 1405) byla Spilenberg - "Strážní vrch". Od 17. bylo zapisováno jméno Spillendorf - "Strážná ves". V češtině se nejprve užívala podoba Špilendorf, po druhé světové válce bylo vsi dáno zcela nové jméno Oborná.

## Historie
První písemná zmínka o obci pochází z roku 1405. Od roku 1961 do 31. prosince 1991 byla Oborná částí obce Bruntál.

### Vývoj počtu obyvatel
Počet obyvatel Oborné podle sčítání nebo jiných úředních záznamů:
| Rok            | 1869 | 1880 | 1890 | 1900 | 1910 | 1921 | 1930 | 1950 | 1961 | 1970 | 1980 | 1991 | 2001 |
| -------------- | ---- | ---- | ---- | ---- | ---- | ---- | ---- | ---- | ---- | ---- | ---- | ---- | ---- |
| Počet obyvatel | 498  | 550  | 558  | 569  | 511  | 459  | 528  | 311  | 308  | 282  | 341  | 319  | 336  |

1. ↑  z toho: 6 Čechoslováků, 520 Němců; 503 řím. kat., 8 evang., 15 starokatol., 2 bez vyzn.
2. ↑  z toho: 299 Čechů, Moravanů a Slezanů, 31 Slováků, 1 Němec, 1 Polák; 94 řím. kat., 3 evang., 233 bez vyzn.

V Oborné je evidováno 121 adres, vesměs čísla popisná (trvalé objekty). Při sčítání lidu roku 2001 zde bylo napočteno 87 domů, z toho 77 trvale obydlených.

## Galerie

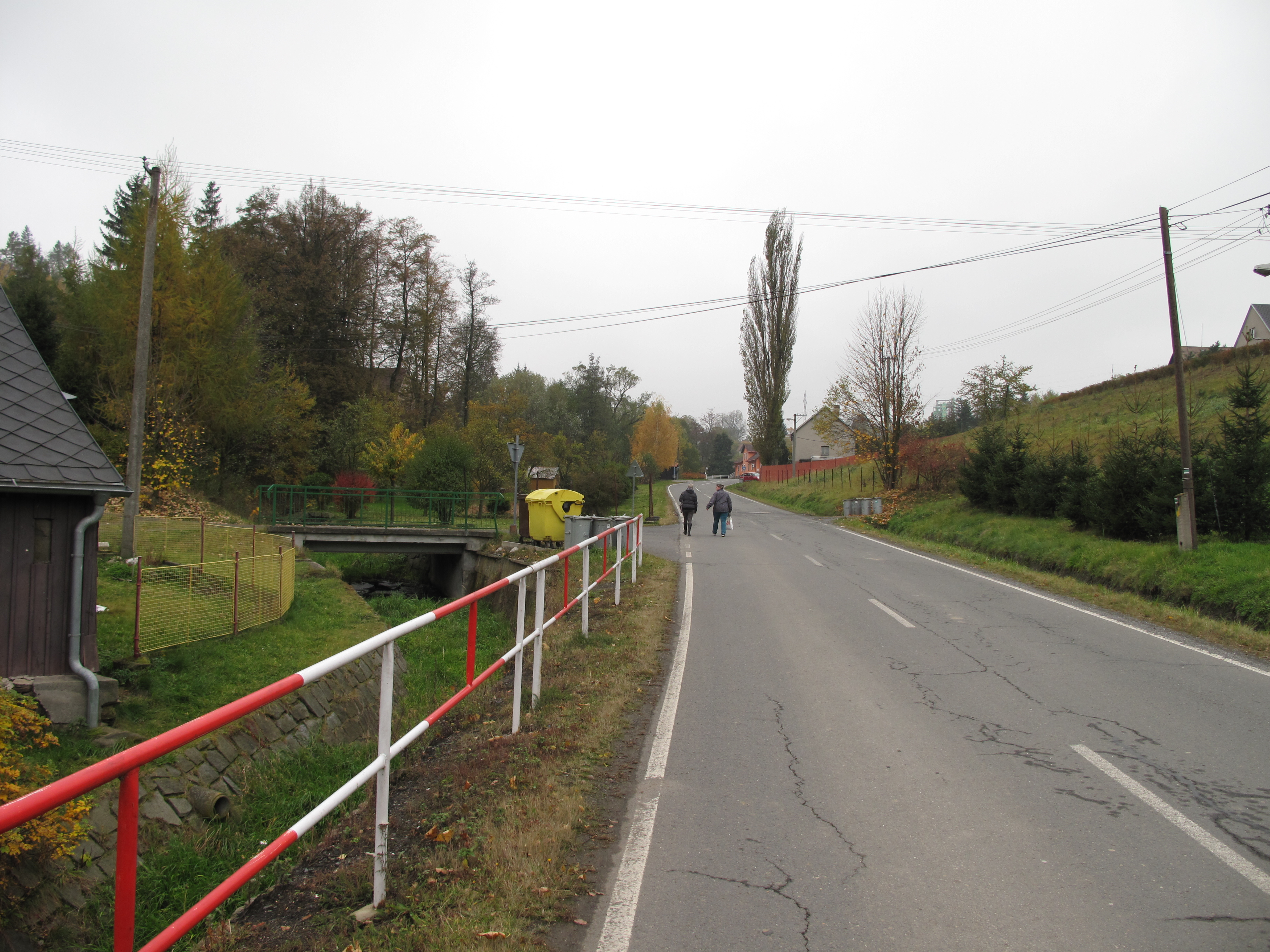
Silnice
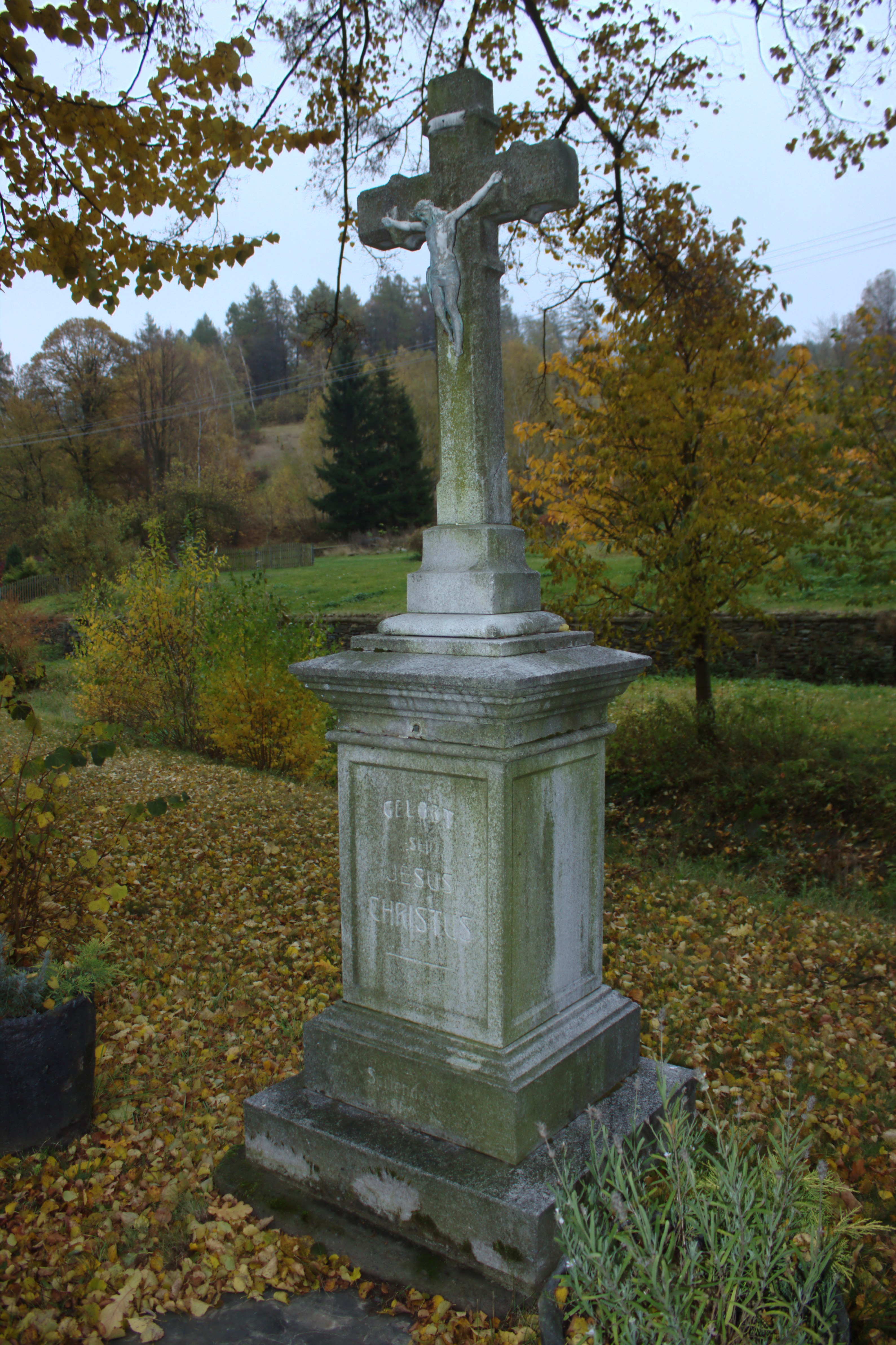
Kříž
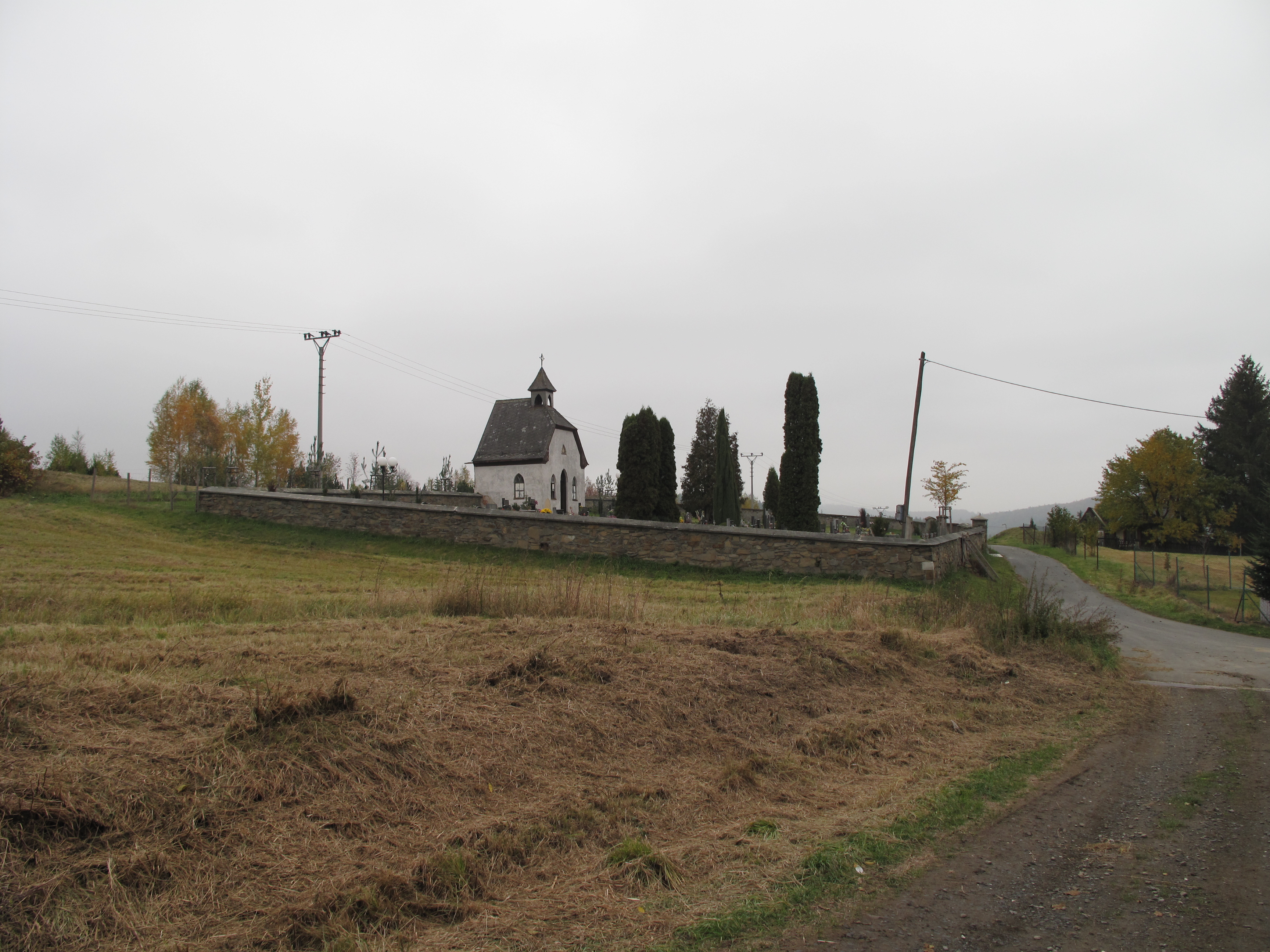
Hřbitov